# Леняшин, Владимир Алексеевич
Владимир Алексеевич Леняшин (род. 22 июля 1940, Хабаровск, РСФСР, СССР) — советский и российский искусствовед, специалист по русскому изобразительному искусству XIX и XX веков, доктор искусствоведения (1990), педагог, профессор. Директор Государственного Русского музея (1985—1988), главный ученый секретарь Президиума Академии художеств СССР (1988—1991), вице-президент Российской академии художеств (с 2005 года).
Академик АХ СССР (1988). Заслуженный деятель искусств РСФСР (1981). Лауреат Государственной премии РСФСР им. И. Е. Репина (1987) и Премии Ленинского комсомола (1980).
Автор ряда книг, монографий и публикаций по истории русского изобразительного искусства XIX и XX веков.

## Биография
Владимир Леняшин родился 22 июля 1940 года в Хабаровске. Окончил школу с золотой медалью. В 1963 году окончил Ленинградский политехнический институт имени М. И. Калинина.
В 1971 году окончил Институт живописи, скульптуры и архитектуры имени И. Е. Репина. В 1977 году защитил кандидатскую диссертацию по теме «Портретное творчество В. А. Серова 1900-х годов. Основные проблемы». В 1978—1985 годах работал главным редактором издательства «Художник РСФСР». В 1980 году ему была присуждена Премия Ленинского комсомола в области литературы, искусства, журналистики и архитектуры.
С 1980 года является заведующим кафедрой русского искусства Санкт-Петербургского института живописи, скульптуры и архитектуры имени И. Е. Репина. С 1987 года — профессор, с 1988 года — действительный член Академии художеств СССР (с 1992 года — Российской академии художеств). В 1990 году защитил диссертацию по теме «Проблематика советской живописи в современном художественном процессе и методологические вопросы критики (на материале творчества мастеров Российской Федерации, 1960—1980-е годы)» и получил учёную степень доктора искусствоведения.
Владимир Леняшин в течение многих лет работал в Государственном Русском музее (ГРМ), в 1985—1988 годах был директором ГРМ, а с 1991 года является заведующим отделом ГРМ (в настоящее время — отдел живописи второй половины XIX века — начала XXI века).
В 1988—1991 годах был главным учёным секретарём Президиума Академии художеств СССР. С 1997 года — член Президиума Российской академии художеств, с 2005 года — вице-президент РАХ.
Владимир Леняшин — автор ряда книг, посвящённых истории русской живописи XIX и XX веков, в том числе творчеству художников Николая Ульянова, Бориса Угарова, Валентина Серова, Василия Перова, Ильи Репина и Кузьмы Петрова-Водкина. За монографию «Портретная живопись В. А. Серова 1900-х годов» в 1982 году Леняшин получил серебряную медаль Академии художеств СССР, а в 1987 году за ту же монографию о Серове и книгу «…Художников друг и советник. Современная живопись и проблемы критики» ему была присуждена Государственная премия РСФСР имени И. Е. Репина.
В 1998 году был награждён орденом Дружбы, в 2016 году — орденом Почёта. В 2006 году он был награждён почётным знаком Министерства культуры Российской Федерации «За достижения в культуре».
Супруга — искусствовед Н. М. Леняшина (род. 1940).

## Сочинения В. А. Леняшина
- Николай Павлович Ульянов. — Л.: Художник РСФСР, 1976.
- Образ Родины. Живопись мастеров Российской Федерации 1960—1980 гг. (в 2-х томах). — Л.: Художник РСФСР, 1982.
- Портретная живопись В. А. Серова 1900-х годов. — Л.: Художник РСФСР, 1980 (1-е изд.), 1986 (2-е изд.).
- Борис Сергеевич Угаров. — Л.: Художник РСФСР, 1984.
- …Художников друг и советник. Современная живопись и проблемы критики. — Л.: Художник РСФСР, 1985.
- Василий Григорьевич Перов. — Л.: Художник РСФСР, 1987.
- Валентин Александрович Серов. — Л.: Художник РСФСР, 1989. ISBN 5-7370-0174-1
- Кузьма Сергеевич Петров-Водкин. — СПб.: Palace Editions, 2001
- Святые шестидесятые. — СПб.: Palace Editions, 2002 (совместно с И. Н. Шуваловой). ISBN 5-93332-100-1
- Илья Репин. — М.: Арт-Родник, 2004. ISBN 5-9561-0022-2
- Единица хранения. Русская живопись — опыт музейного истолкования. — СПб.: Золотой век, 2014. ISBN 978-5-908915-29-1
- Василий Григорьевич Перов : введение в русскую живопись — «святые шестидесятые» : [монография] / В. А. Леняшин. — Санкт-Петербург : ИПК «Коста», 2020. ISBN 978-5-91258-456-5